# 碧雅翠絲·舒巴
碧雅翠絲（崔西）·舒巴（Beatrix "Trixi" Schuba，1951年4月15日—），奧地利花式滑冰女子單人滑運動員，曾獲1972年冬季奧運會冠軍，兩屆世界錦標賽冠軍（1971-1972年）、兩屆歐州錦標賽冠軍（1971-1972年），以及六屆奧地利錦標賽冠軍（1967–1972年）。
她被認為是最擅長規定圖形項目的運動員之一。

## 早年生活
舒巴生於維也納，十三歲那年父親過世，她進職業學校念書，以掌管家裡的木柴生意。她利用上午時間滑冰，下午工作。

## 選手生涯
舒巴對滑冰感興趣要從1955年說起，當時她父母買電視來收看維也納國家歌劇院與城堡劇院的表演，而她在電視上看到一場美國滑冰比賽轉播。1955到1962年間，赫尔穆特·赛布特擔任她的教練，後來則改由利奧波德·林哈特執教（Leopold Linhart）。
1967年，十六歲的她奪得第一個重要頭銜——奧地利錦標賽女子單人滑冠軍；之後她連續衛冕六次。1960年代末70年代初，舒巴一直穩定提高國際大賽成績：她先是進入歐洲錦標賽與世界錦標賽前五名，然後在1971與1972年連續贏得這兩項大賽的金牌。
舒巴選手生涯最重要的成就便是1972年於札幌登上奧運會冠軍寶座，她是1924年赫瑪·薩博奪冠以後第二位成為女單奧運冠軍的奧地利選手，而截至目前還未有第三位奧地利選手承繼這份榮譽。舒巴在規定圖形項目名列第一，而美國選手珍奈特·林恩是自由滑項目的第一名。由於當時的評分系統中規定圖形分數比重較重，最後舒巴奪金，而林恩的總成績不僅落後於舒巴，還排在加拿大選手卡伦·马格努森之後，僅得到銅牌。
贏得奧運金牌後的下一個月，舒巴衛冕世界盃冠軍，當屆世界盃的銀牌是瑪格紐森，林恩也依然是銅牌。這一年的尾聲，舒巴被奧地利體育記者冠上1972年年度運動員的榮譽。
國際滑冰總會則決定在下一個賽季（1972-1973年）增加短節目項目，以降低規定圖形項目在評分系統中的比重，最終在1990年完全廢除規定圖形比賽。

## 退役後的生活
退役後，舒巴在滑冰秀冰之歌舞團與冰上節日表演超過六年，職業表演生涯頗為成功。後來她進入保險業，並從事該行業至今。
除了保險事業，舒巴亦曾在許多奧地利運動組織擔任要職。她曾是奧地利滑冰協會（Austrian Ice Skating Association）第一位女性會長，並在2004年到2009年間擔任奧地利奧林匹克委員會董事。2007年起，她擔任國際五項維也納俱樂部的會長。2009年起，她任職奧地利帕奧委員會的董事。2010年起，她成為格拉茨滑冰協會副會長。

## 賽事成績
| 國際   | 國際 | 國際 | 國際 | 國際 | 國際 | 國際 |
| 賽事   | 1967 | 1968 | 1969 | 1970 | 1971 | 1972 |
| ------ | ---- | ---- | ---- | ---- | ---- | ---- |
| 冬奧   |      | 5th  |      |      |      | 1st  |
| 世錦賽 | 9th  | 4th  | 2nd  | 2nd  | 1st  | 1st  |
| 歐錦賽 | 5th  | 3rd  | 3rd  | 2nd  | 1st  | 1st  |
| 國內   |      |      |      |      |      |      |
| 奧錦賽 | 1st  | 1st  | 1st  | 1st  | 1st  | 1st  |

## 外部連結
维基共享资源上的相關多媒體資源：碧雅翠絲·舒巴
- Trixi Schuba, Janet Lynn, and Karen Magnussen tracing figures at the 1972 Winter Olympics （页面存档备份，存于）